# Bollaram
Bollaram là một thành phố và khu đô thị của quận Medak thuộc bang Andhra Pradesh, Ấn Độ.

## Nhân khẩu
Theo điều tra dân số năm 2001 của Ấn Độ, Bollaram có dân số 13.305 người. Phái nam chiếm 58% tổng số dân và phái nữ chiếm 42%. Bollaram có tỷ lệ 58% biết đọc biết viết, thấp hơn tỷ lệ trung bình toàn quốc là 59,5%: tỷ lệ cho phái nam là 68%, và tỷ lệ cho phái nữ là 43%. Tại Bollaram, 15% dân số nhỏ hơn 6 tuổi.